# Jakob Stämpfli
Pour les articles homonymes, voir Stämpfli.
Jakob Stämpfli, né le 23 février 1820 et mort le 15 mai 1879, est un homme politique suisse, bourgeois de Schwanden bei Brienz (Berne), conseiller fédéral de 1855 à 1863. Il est membre du Parti radical-démocratique (PRD).
Il est surtout connu pour avoir entraîné la Suisse dans l'Affaire de Savoie en menant le camp des partisans de l'occupation militaire du nord de la Savoie, conformément au traité de Vienne de 1815, après le rattachement de celle-ci à la France de Napoléon III.

## Départements
- 1855 Département de justice et police
- 1856 Département politique
- 1857-1858 Département des finances
- 1859 Département politique
- 1860-1861 Département militaire
- 1862 Département politique
- 1863 Département militaire

## Présidence de la confédération
- 1856, 1859, 1862